# Velika Remeta
Velika Remeta (v srbské cyrilici Велика Ремета, maďarsky Nagyremete) je název pro vesnici a klášter, které se oba nacházejí v jižním předhůři pohoří Fruška Gora v severním Srbsku. Vesnice je obklopena téměř ze všech stran lesy; okolo ní se nachází velká rekreační oblast s řadou chat, která postupně přechází v nedalekou sousední obec Čortanovci.
Přes vesnici vede Fruškogorská transverzála, která slouží jako jedna z tras tzv. Fruškogorského maratonu.
Vesnice se objevovala již na mapách třetího vojenského mapování pod názvem Remetevelika, na starších mapách potom jako Perniavori.